# Hatchet Lake Airport
Hatchet Lake Airport är en flygplats i Kanada.   Den ligger i provinsen Saskatchewan, i den centrala delen av landet, 2 400 km nordväst om huvudstaden Ottawa. Hatchet Lake Airport ligger 414 meter över havet.
Terrängen runt Hatchet Lake Airport är platt, och sluttar västerut. Trakten runt Hatchet Lake Airport är nära nog obefolkad, med mindre än två invånare per kvadratkilometer.. Det finns inga samhällen i närheten. 
Omgivningarna runt Hatchet Lake Airport är i huvudsak ett öppet busklandskap.